# Hrabstwo Baker (Georgia)

Piramida wieku hrabstwa

Hrabstwo Baker (ang. Baker County) – hrabstwo w stanie Georgia, w Stanach Zjednoczonych. Należy do najsłabiej zaludnionych hrabstw Georgii. 

## Geografia
Według spisu z 2000 r. obszar całkowity hrabstwa obejmuje powierzchnię 349,17 mil2 (904,35 km²), z czego 343,22 mil2 (888,94 km²) stanowią lądy, a 5,95 mil2 (15,41 km²) stanowią wody. Według szacunków United States Census Bureau w roku 2009 miało 3 637 mieszkańców. Jego siedzibą administracyjną jest Newton.

### Sąsiednie hrabstwa
- Hrabstwo Dougherty (północny wschód)
- Hrabstwo Mitchell (wschód)
- Hrabstwo Decatur (południowy zachód)
- Hrabstwo Early (zachód)
- Hrabstwo Miller (zachód)
- Hrabstwo Calhoun (północny zachód)